# Alla Nazimova
"Nazimova" omdirigerar hit. Se även Nunatak Nazimova.
Alla Nazimova, även känd som enbart Nazimova, född 3 juni (22 maj enl. g.s.) 1879 i Jalta på Krim, Kejsardömet Ryssland, död 13 juli 1945 i Los Angeles, Kalifornien, var en rysk-amerikansk skådespelare.
Hon studerade musik vid konservatoriet i Sankt Petersburg och i Odessa, och var en skicklig violinist då hon började studera till skådespelare i Moskva. 1905 emigrerade hon till USA, där hon snabbt vann berömmelse som en erkänd tolkare av Henrik Ibsen på Broadwayscenerna. Filmdebut 1916. Hon var en stor stjärna i Hollywood under stumfilmens guldålder. Nazimova drog sig tillbaka från filmen 1925 för att återvända till scenen men dök upp på nytt i karaktärsroller i filmer i början på 1940-talet.
Under sin storhetstid på 1920-talet producerade hon även flera filmer med sig själv i huvudrollen. Den mest kända av dessa var den extravaganta och experimentella Salomé (1923) som ofta har påståtts vara gjord av uteslutande homo- och bisexuella skådespelare och filmmakare. Hon bodde med Charles Bryant och hade förhållande med bland annat Natacha Rambova och Dorothy Arzner. Hon arrangerade också Rambovas äktenskap med Rudolph Valentino. I sin villa, kallad "The Garden of Alla", på Sunset Boulevard anordnade hon stora fester.

## Filmer (urval)
- 1916 – War Brides
- 1921 – Kameliadamen
- 1922 – Ett dockhem
- 1923 – Salome
- 1924 – Den sköna synderskan
- 1925 – My Son
- 1941 – Blod och sand
- 1944 – Osynliga länkar

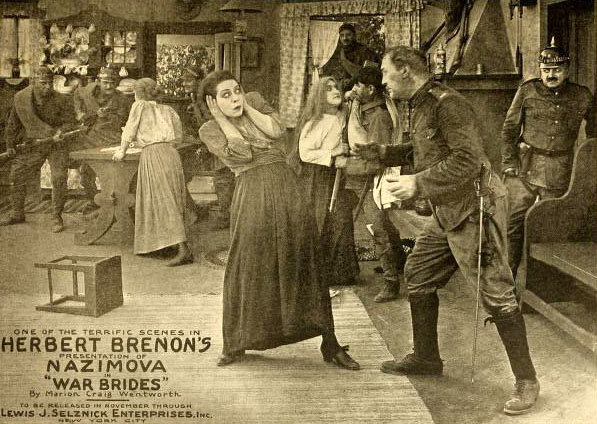
War Brides (1916)
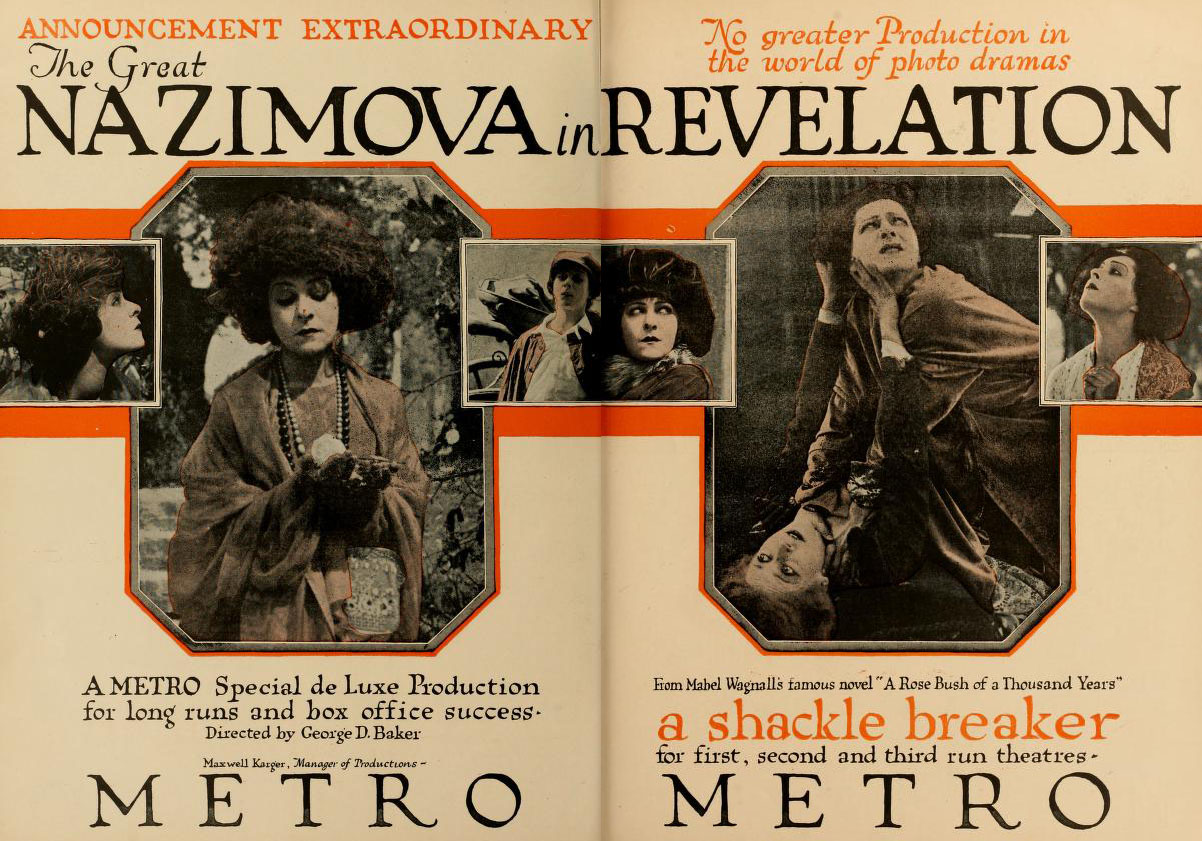
Revelation (1918)
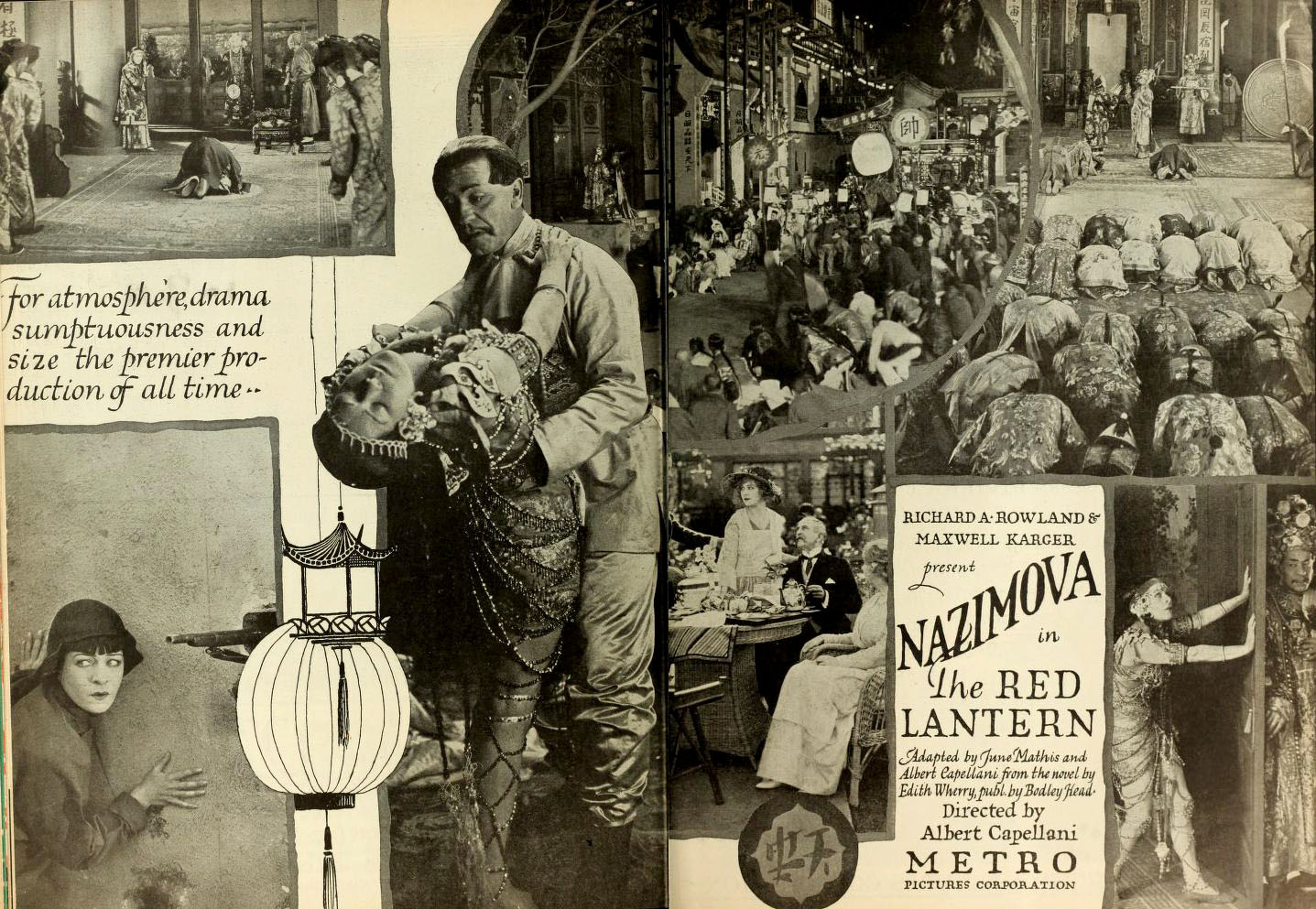
The Red Lantern (1919)